# Institut de Ciència i Tecnologia de Kigali
El Col·legi de Ciència i Tecnologia - Universitat de Ruanda, l'antic Institut de Ciència, Tecnologia i Gestió de Kigali (kinyarwanda Ishuri Rikuru ry'Ubumenyi n'Ikoranabuhanga rya Kigali, francès Institut des Sciences et des Technologies de Kigali) a Kigali, Ruanda és la primera institució d'educació superior centrada en la tecnologia que ha de crear el govern de Ruanda.
El KIST es va establir al novembre de 1997. Els socis principals en la seva creació van ser el Ministeri d'Educació, el Programa de les Nacions Unides per al Desenvolupament, i l'empresa alemanya GTZ.
El Col·legi de Ciència i Tecnologia (CST) va ser establert pel govern de Ruanda LLEI N° 71/2013 DE 10/09/2013 que estableix la UNIVERSITAT DE RUANDA (UR) I DETERMINA LA SEVA MISSIÓ, PODERS, ORGANITZACIÓ I FUNCIONAMENT com a universitat de tecnologia especialitzada en ensenyament i formació de personal altament qualificat en els camps de les ciències pures i ciències aplicades i l'enginyeria per fer un seguiment ràpid del desenvolupament nacional.
D'acord amb el compromís del Govern d'assolir els objectius i objectius establerts a l'EDPRS 2 i Visió 2020 del país, el Col·legi de Ciència i Tecnologia (CST) és un dels sis col·legis especialitzats que es troben sota la Universitat de Ruanda, i per tant, té un paper clau en l'ensenyament i la investigació, divulgació a la comunitat i donant suport al sector privat amb feina altament qualificada.

## Premis
El KIST ha guanyat dos Premis Ashden, un en 2005 pel seu treball amb plantes de biogàs per a processar les aigües residuals a les presons i proporcionar gas per cuinar, i un altre en 2002 per al desenvolupament d'un forn de pa eficient.
L'Institut de Ciències i Tecnologia de Kigali va ser una acadèmia militar situada al cor de Kigali fins a 1994. Després del genocidi de Ruanda, el president de Ruanda va decidir traslladar tots els militars fora de la ciutat i transformar-la en una escola internacional de ciències. Avui es classifica entre les 100 primeres universitats del continent.
L'Institut de Ciència i Tecnologia de Kigali (KIST) és la primera gran universitat de Kigali, la capital de Ruanda. Està equipat amb modernes eines de tecnologia, com un laboratori informàtic de 400 milions de dòlars donat pel Banc Africà de Desenvolupament el 2009. Es diu que és una de les escoles amb més èxit del continent.